# 湖山遊樂場

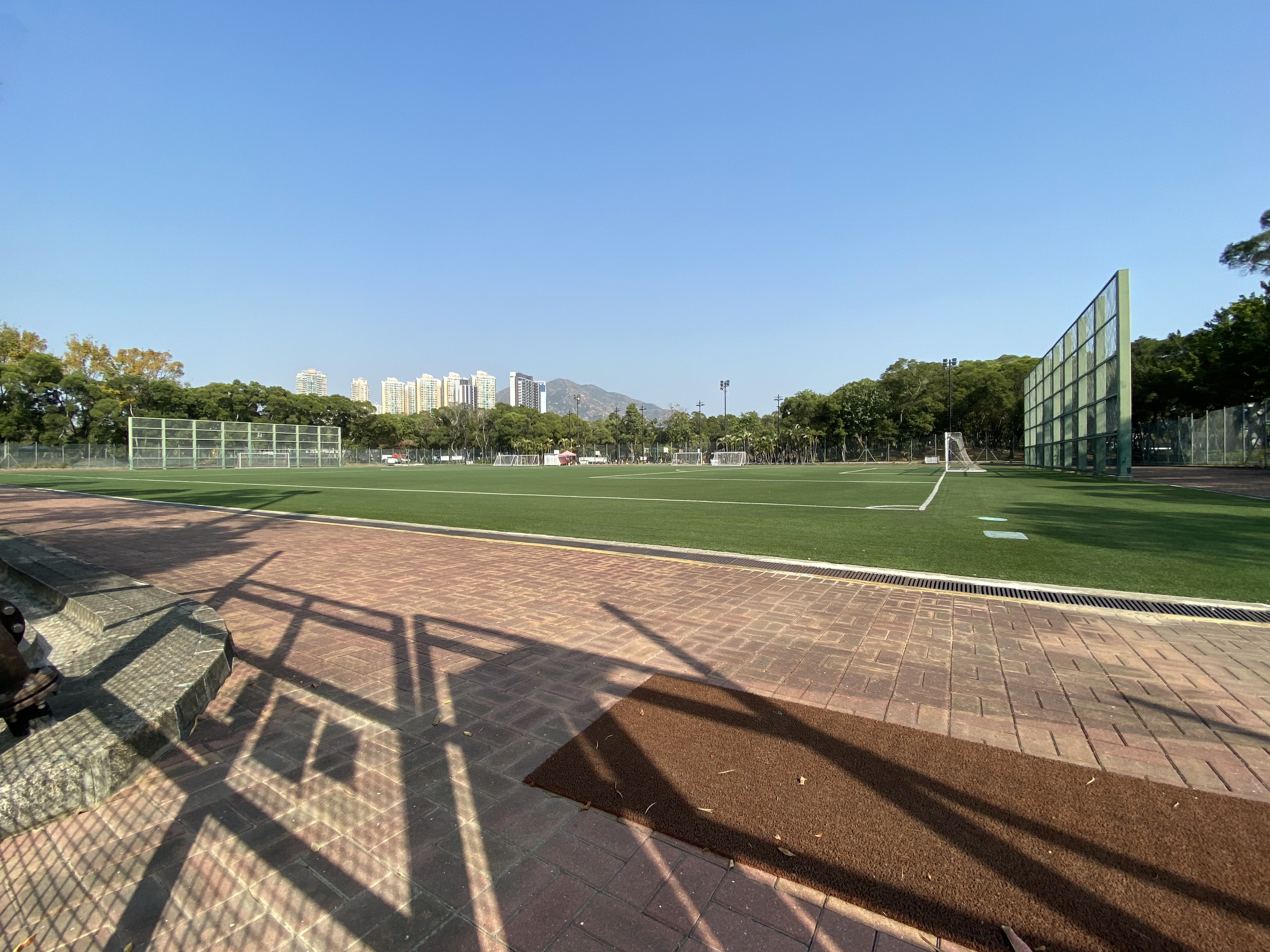
公園內地十一人足球場是香港超級聯賽使用場地之一

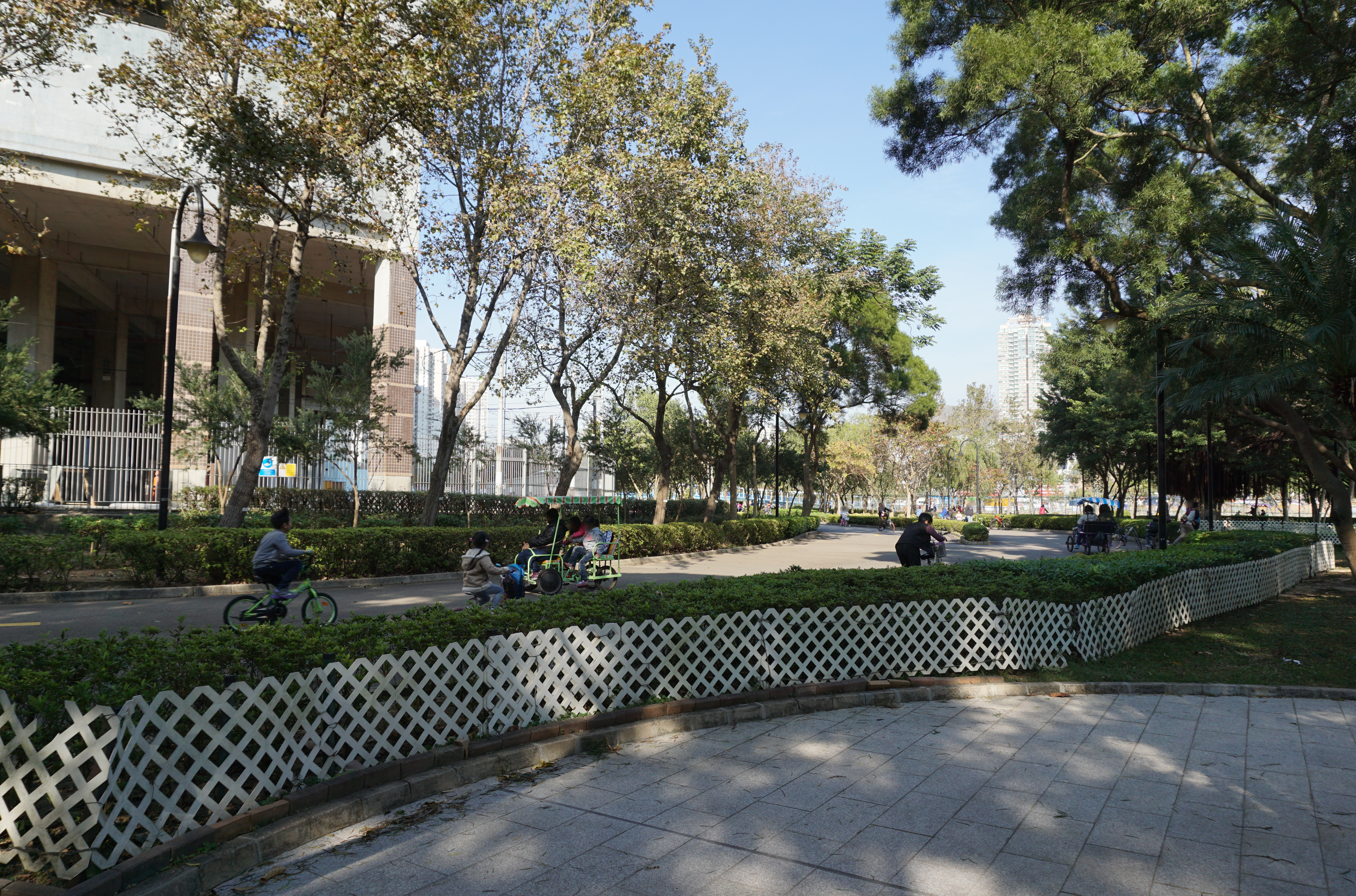
單車徑

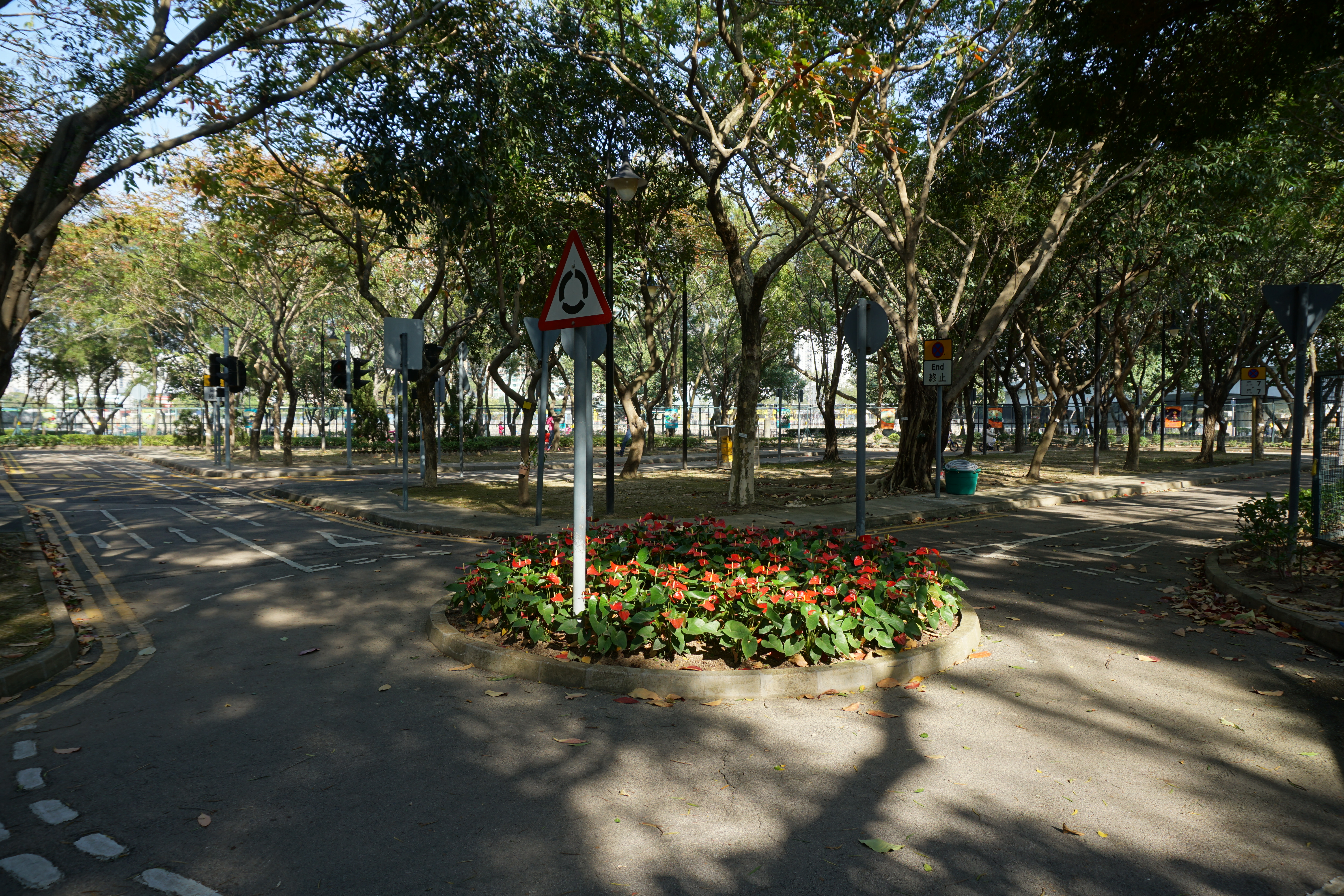
屯門交通安全城

湖山遊樂場（英語：Wu Shan Recreation Playground），俗稱「湖山公園」，位於香港新界西北屯門區南部湖山路，是區內大型公園。園內設有人造草地足球場，是香港超級聯賽使用場地之一、籃球場、香港公園少有的單車遊樂設施（也可使用滑板車），以及交通安全城。
公園毗鄰湖山河畔公園、賽馬會屯門蝴蝶灣體育館及兆湖苑（興建中），是散石灣和蝴蝶灣區（屯門碼頭區）的主要遊樂設施羣。

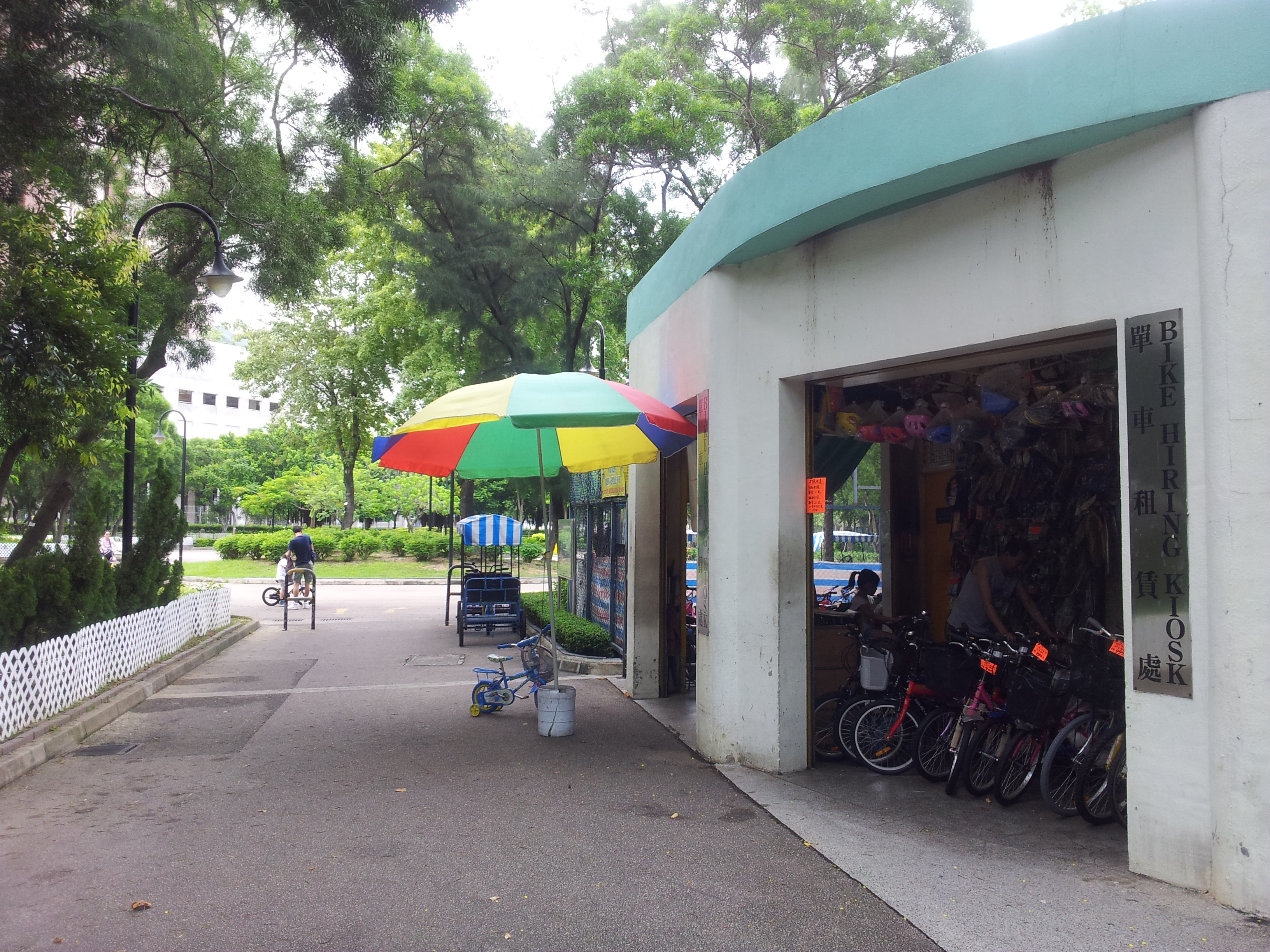
單車租賃處
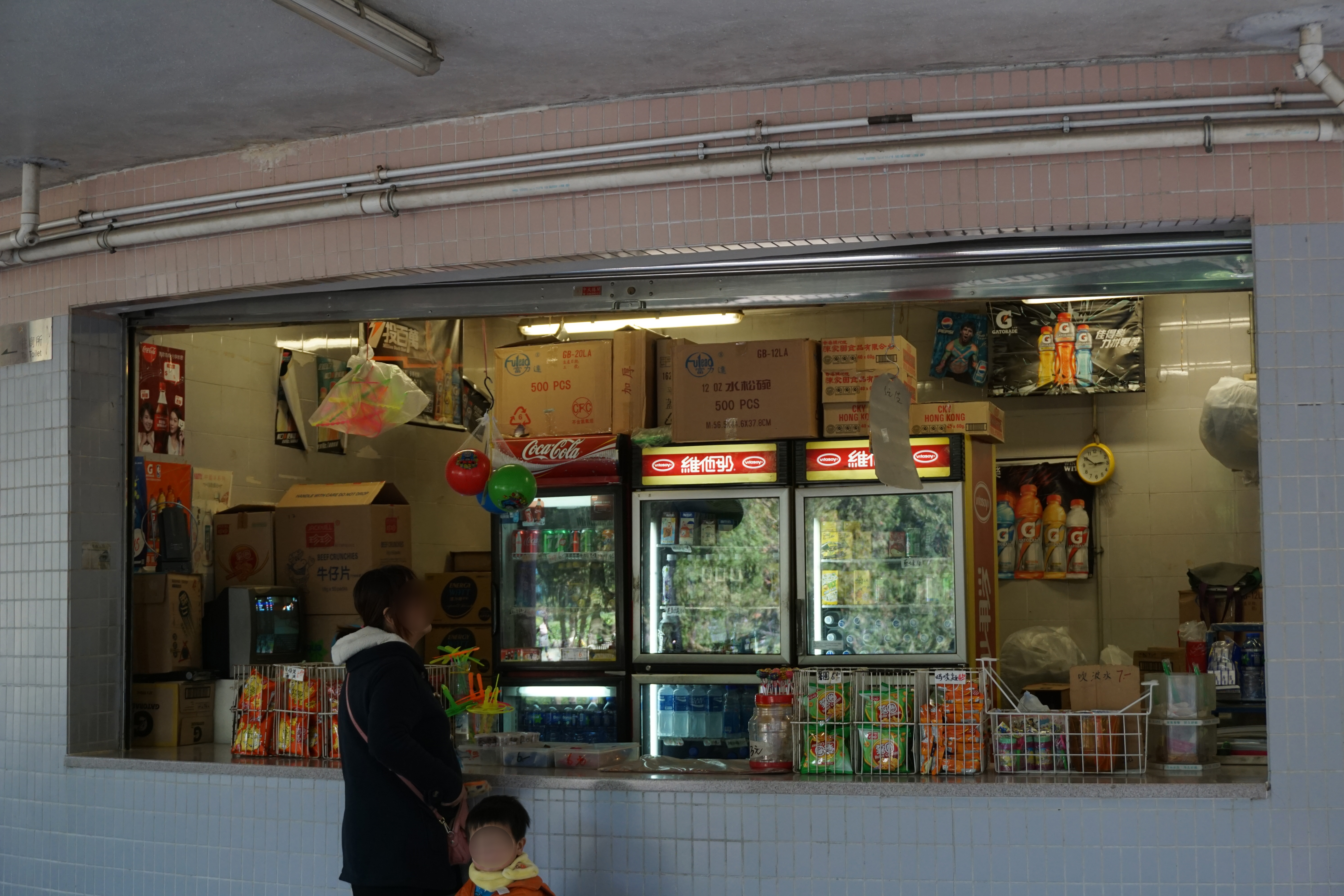
小食亭
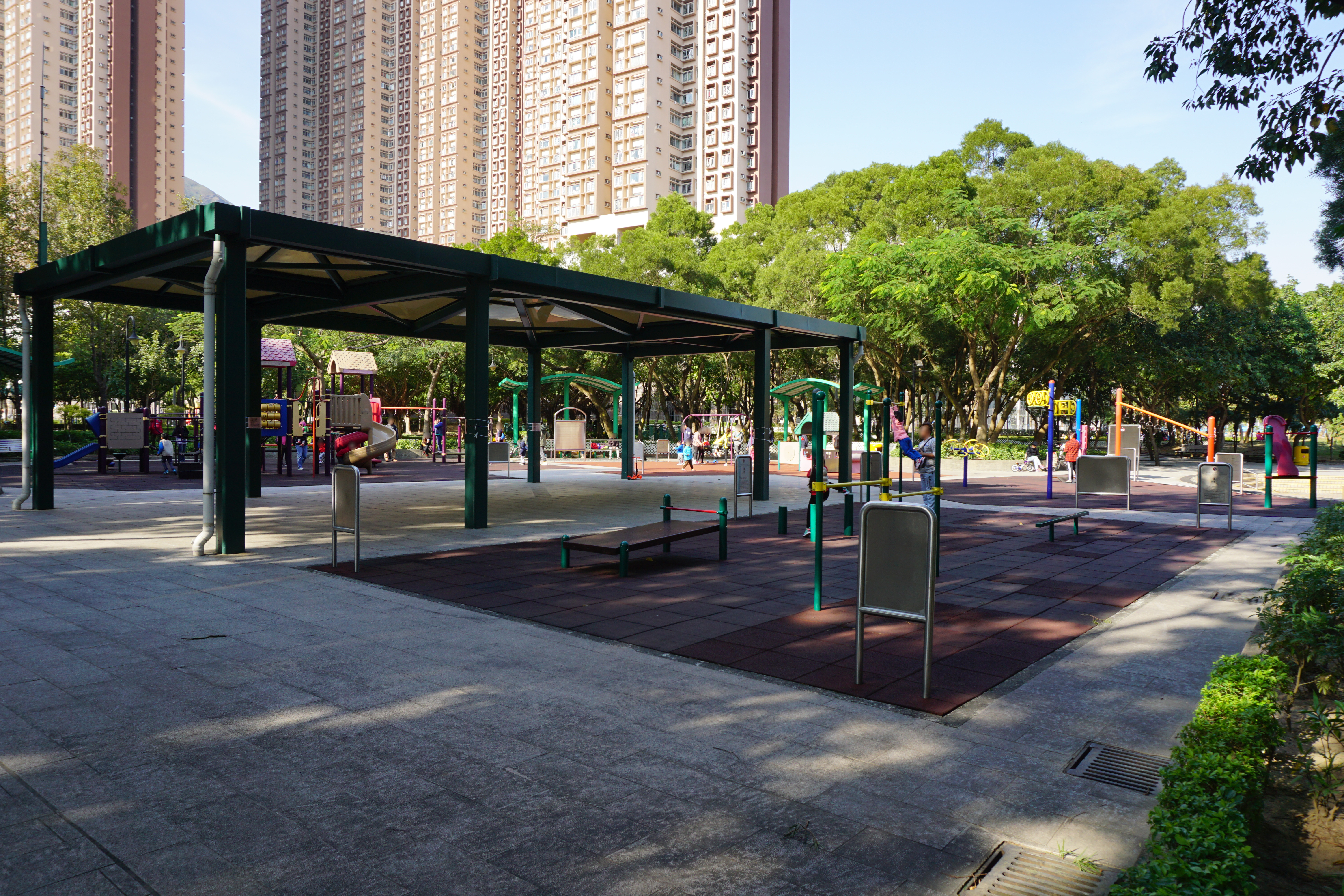
兒童遊樂場及健體園地
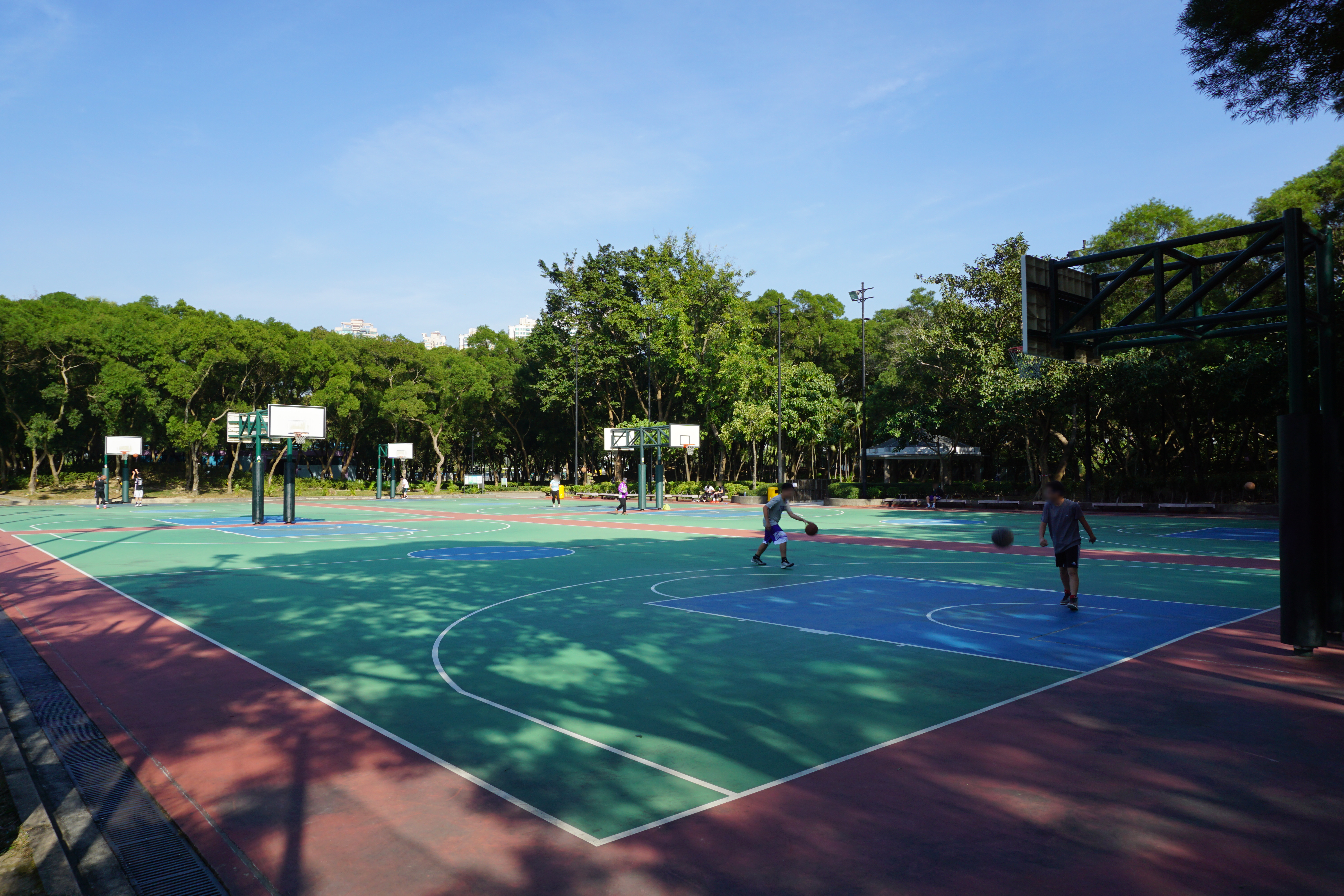
籃球場
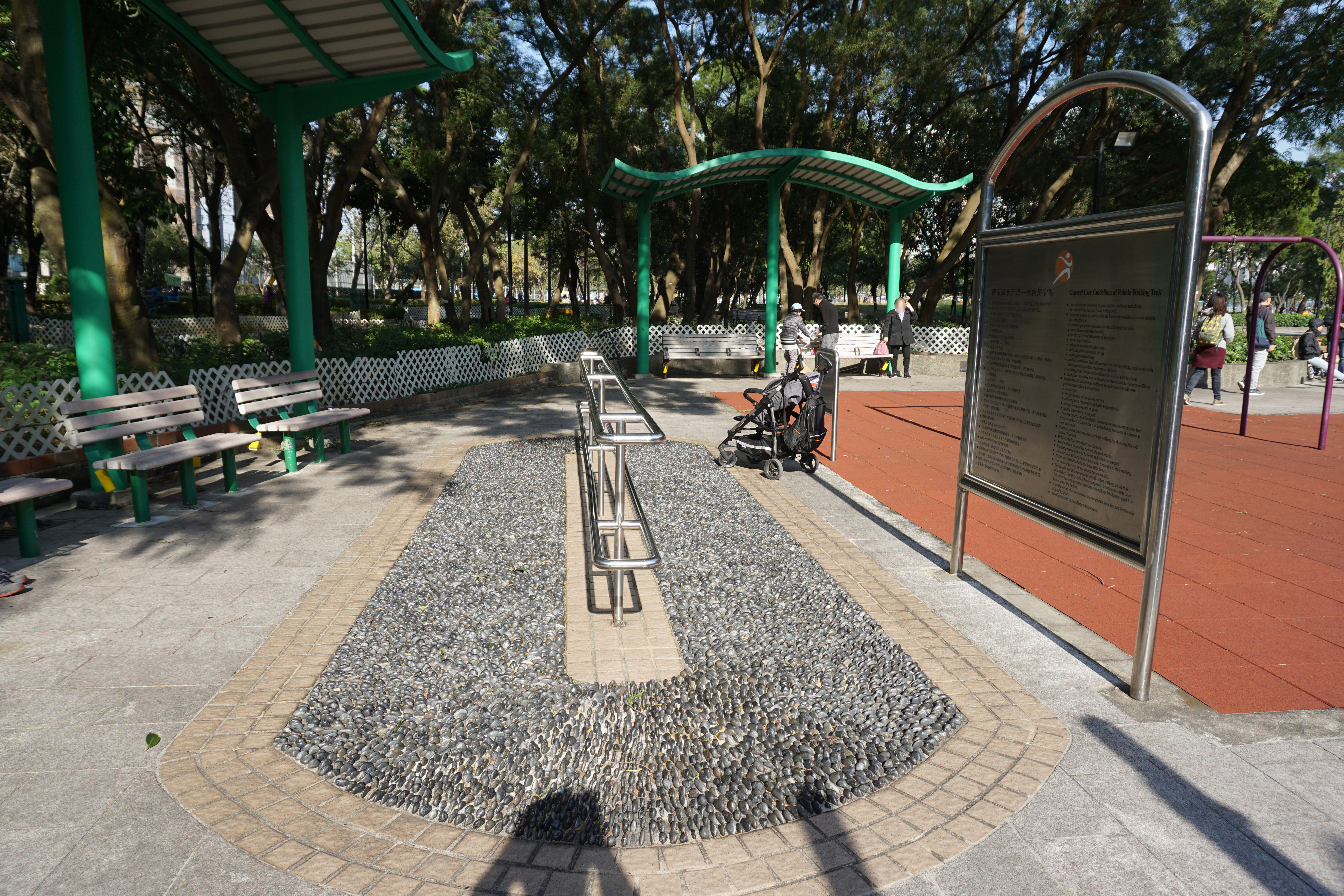
卵石路步行徑